# Берндорф (Рейнланд-Пфальц)
Берндорф (нім. Berndorf) — громада в Німеччині, розташована в землі Рейнланд-Пфальц. Входить до складу району Вульканайфель. Складова частина об'єднання громад Гіллесгайм.
Площа — 9,14 км2. Населення становить 496 ос. (станом на 31 грудня 2020).

## Галерея

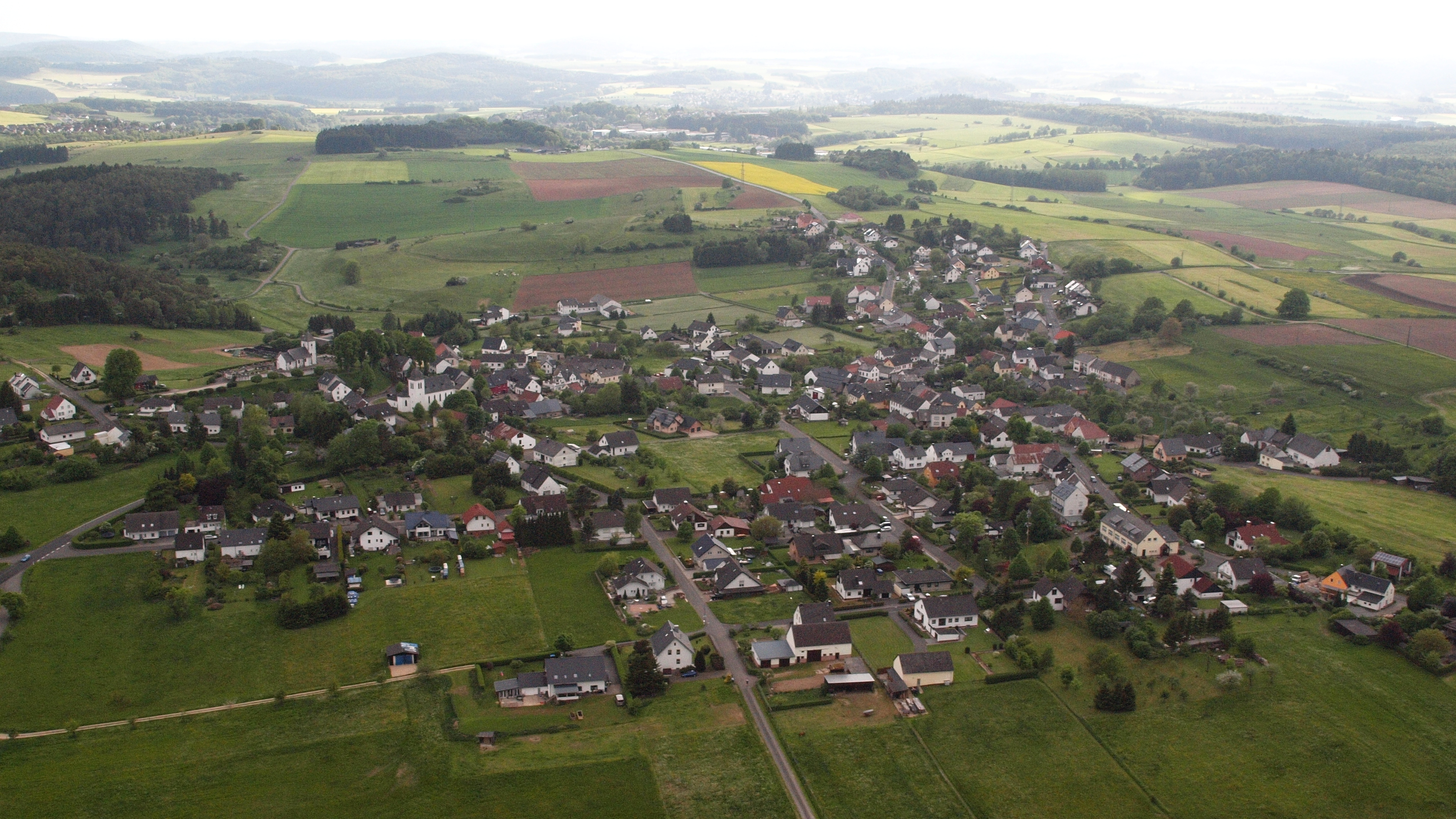
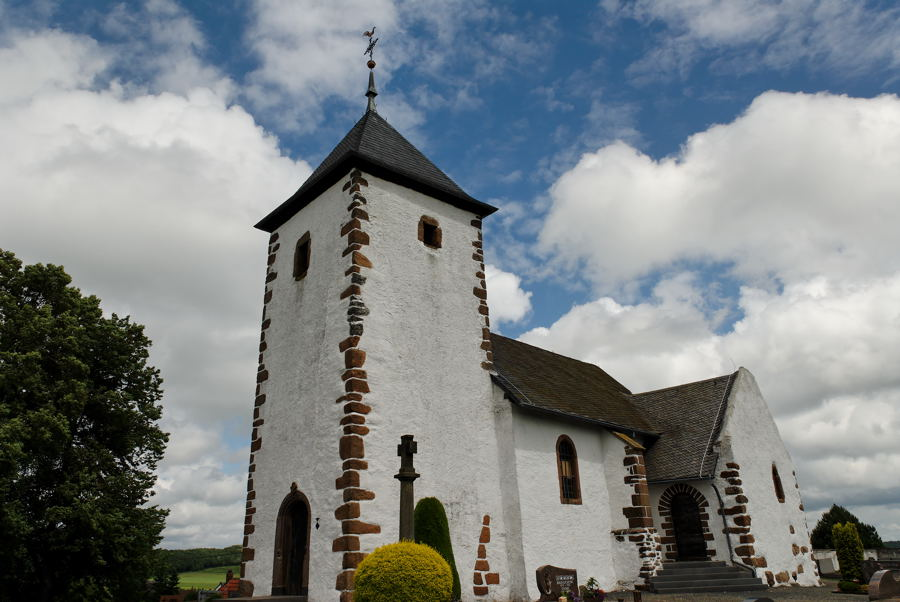
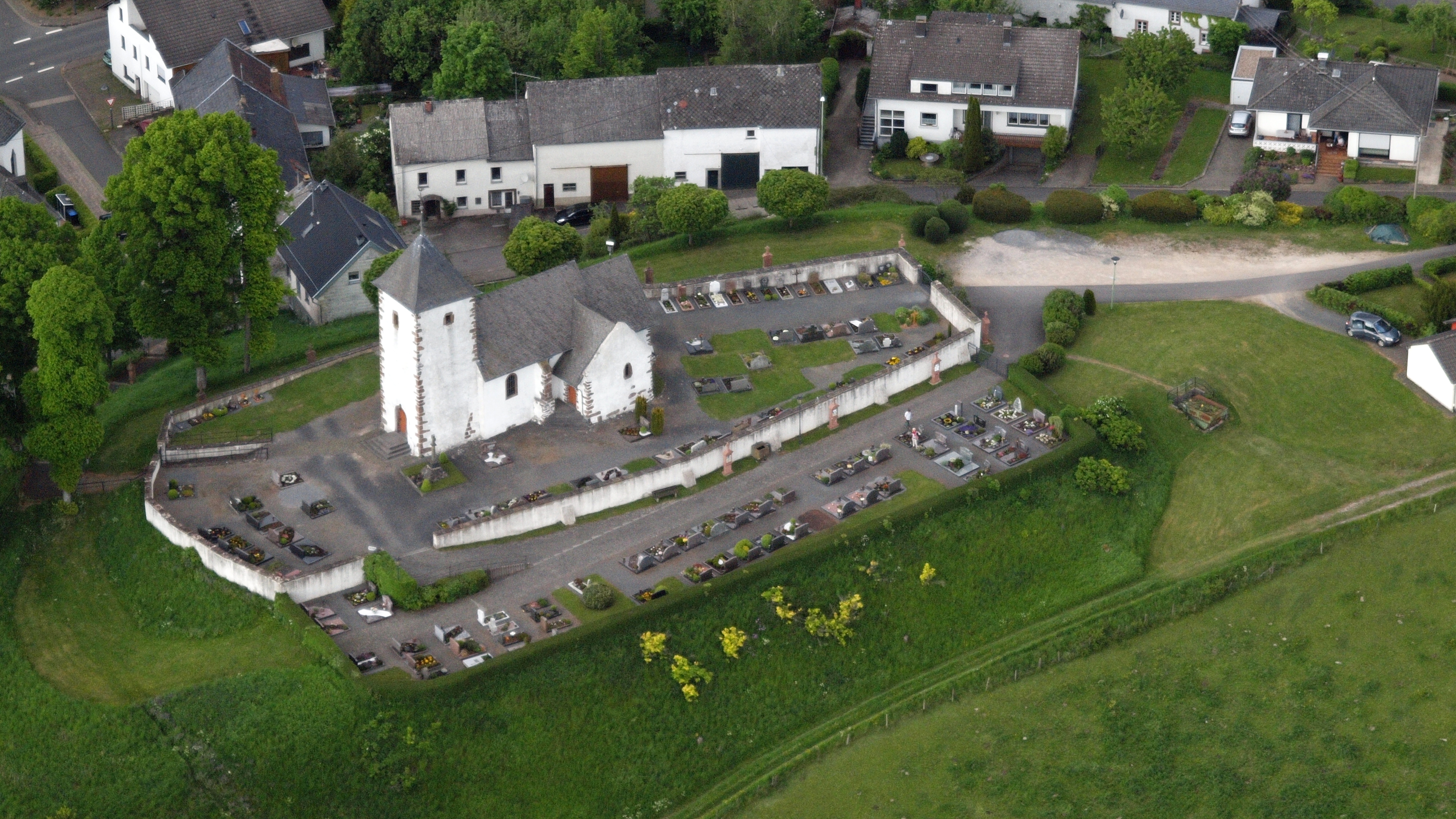
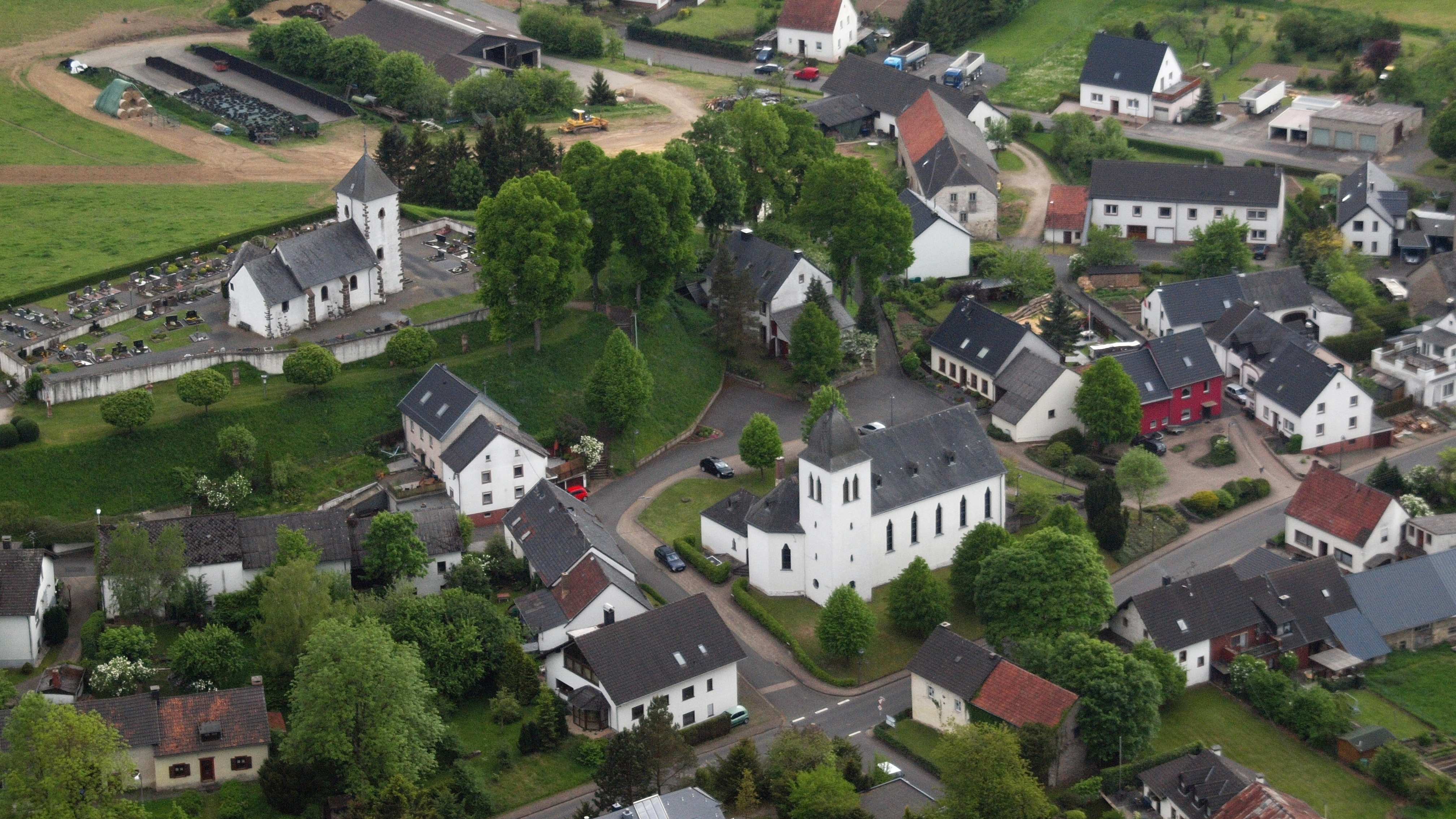